# 2024–2025-ös Deutsche Eishockey Liga-szezon
A 2024–2025-ös Deutsche Eishockey Liga-szezon a németországi Deutsche Eishockey Liga harmincegyedik szezonja. A címvédő az Eisbären Berlin.

## Résztvevők
A 2024-25-ös szezon csapatai:
| Csapat                         | Város                  | Tartomány              | Jégcsarnok                    | Férőhely |
| ------------------------------ | ---------------------- | ---------------------- | ----------------------------- | -------- |
| Augsburger Panther             | Augsburg               | Bajorország            | Curt-Frenzel-Stadion          | 6 218    |
| Eisbären Berlin                | Berlin                 | Berlin                 | Mercedes-Benz Arena           | 14 200   |
| Fischtown Pinguins Bremerhaven | Bremerhaven            | Bréma                  | Eisarena Bremerhaven          | 4 674    |
| Düsseldorfer EG                | Düsseldorf             | Észak-Rajna-Vesztfália | ISS Dome                      | 13 400   |
| ERC Ingolstadt                 | Ingolstadt             | Bajorország            | Saturn Arena                  | 4 815    |
| Iserlohn Roosters              | Iserlohn               | Észak-Rajna-Vesztfália | Eissporthalle Iserlohn        | 5 000    |
| Kölner Haie                    | Köln                   | Észak-Rajna-Vesztfália | Lanxess Arena                 | 18 500   |
| Adler Mannheim                 | Mannheim               | Baden-Württemberg      | SAP Arena                     | 13 600   |
| EHC Red Bull München           | München                | Bajorország            | Olympia Eishalle              | 6 256    |
| Nürnberg Ice Tigers            | Nürnberg               | Bajorország            | Arena Nürnberger Versicherung | 7 810    |
| Schwenninger Wild Wings        | Villingen-Schwenningen | Baden-Württemberg      | Helios Arena                  | 6 215    |
| Straubing Tigers               | Straubing              | Bajorország            | Eisstadion am Pulverturm      | 6 000    |
| Grizzlys Wolfsburg             | Wolfsburg              | Alsó-Szászország       | Eis Arena Wolfsburg           | 4 660    |
| Löwen Frankfurt                | Frankfurt am Main      | Hessen                 | Eissporthalle Frankfurt       | 6 946    |

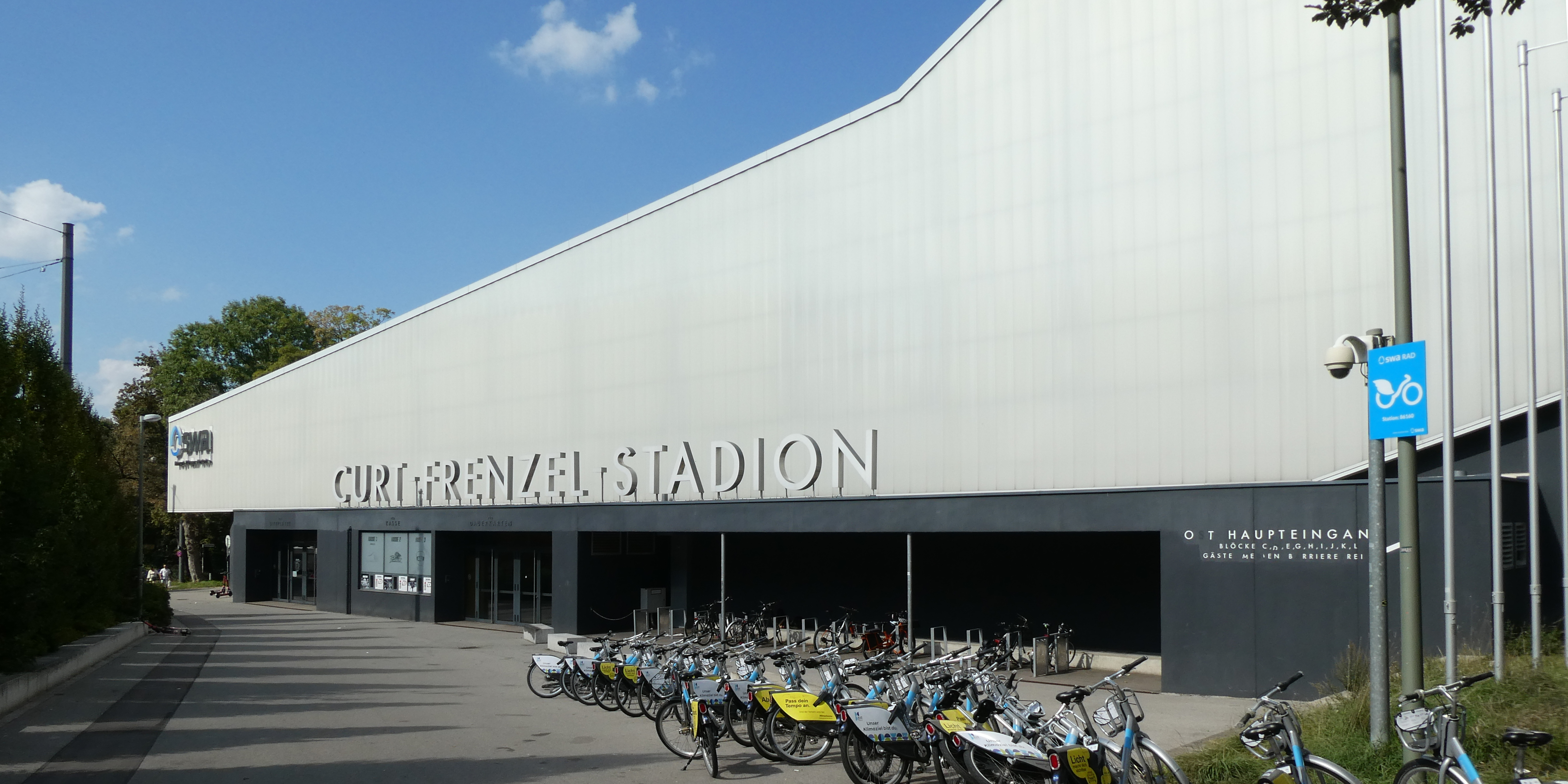
Az augsburgi Curt-Frenzel-Stadion
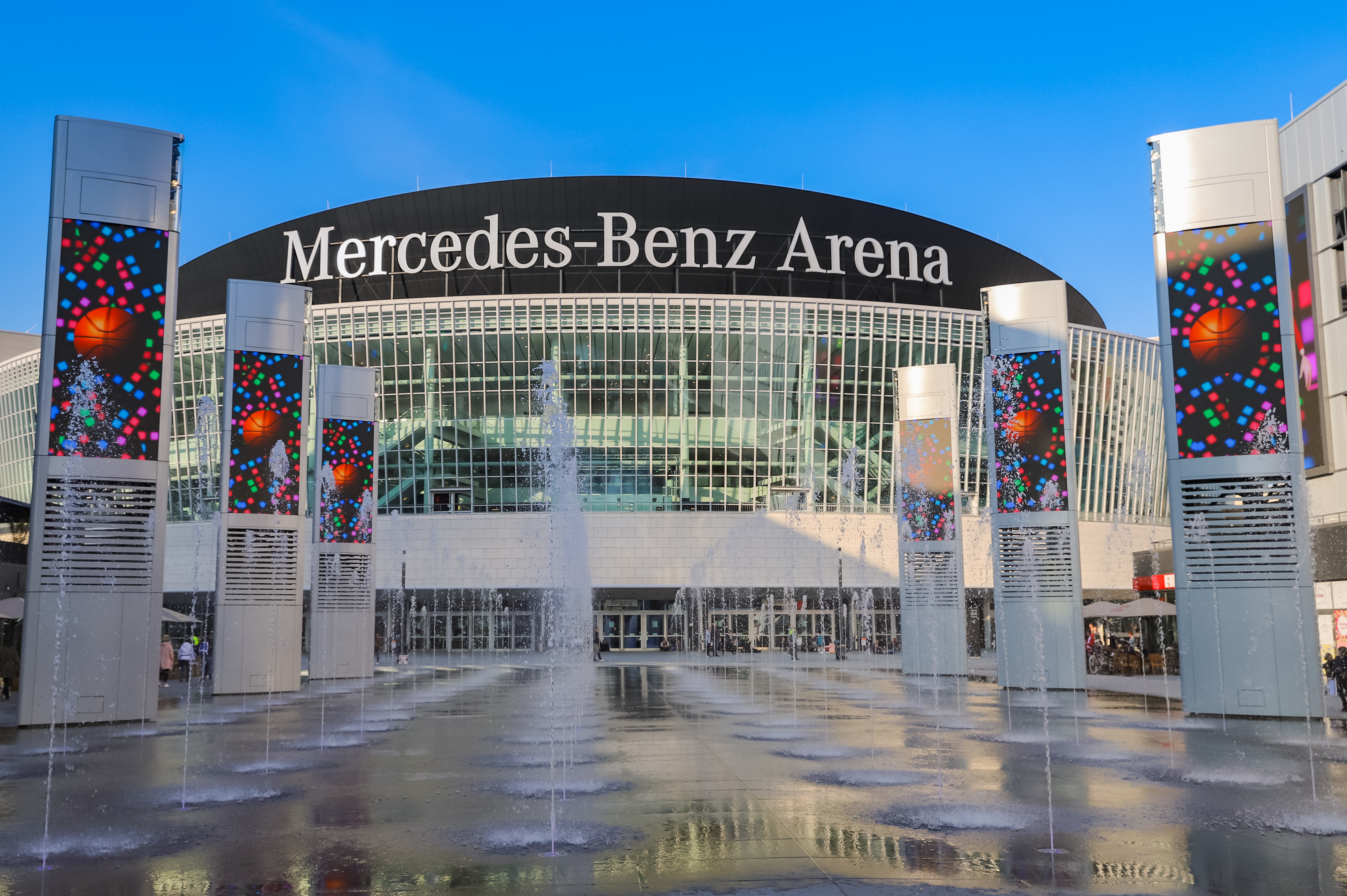
A berlini Mercedes-Benz Arena
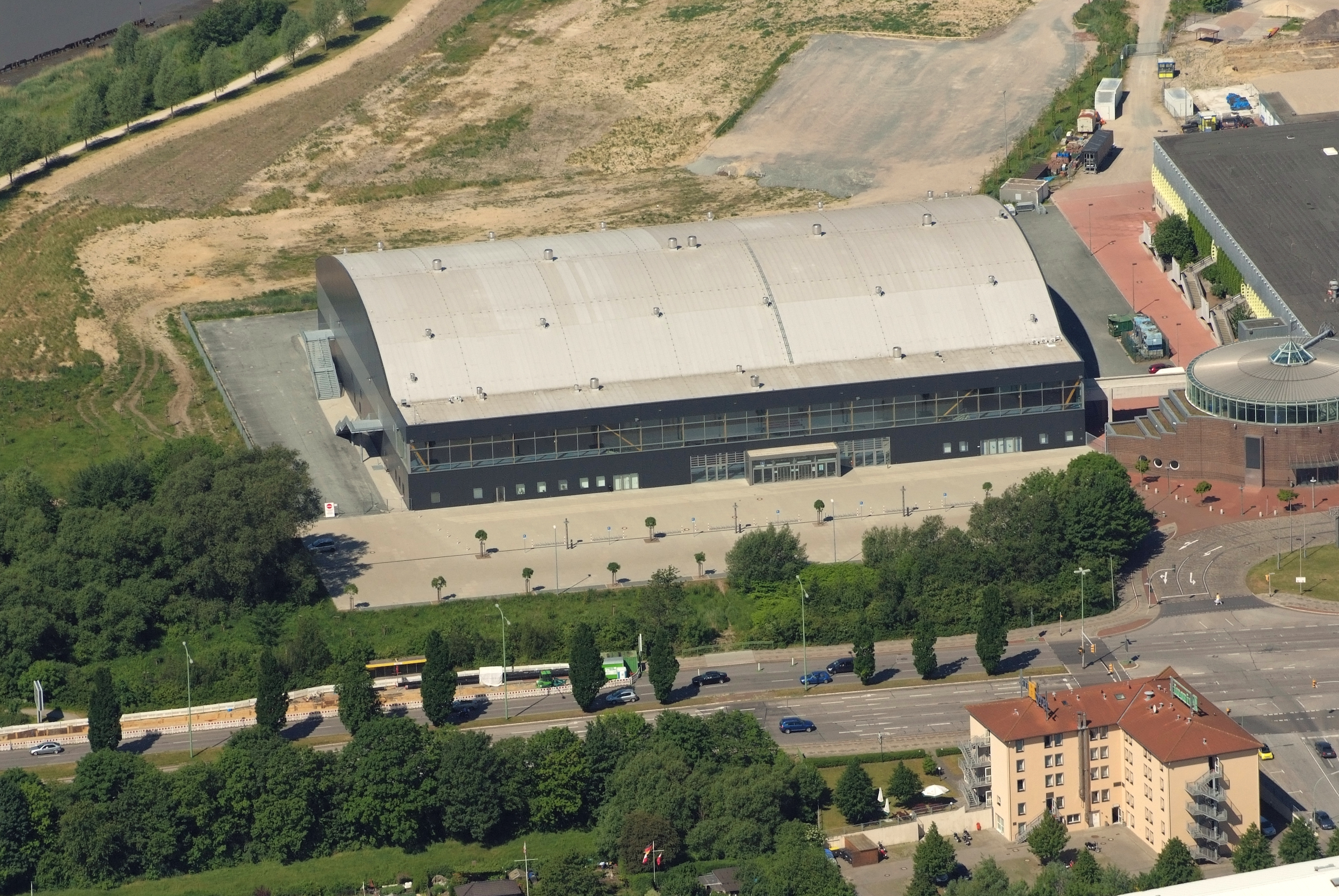
A bremerhaveni Eisarena
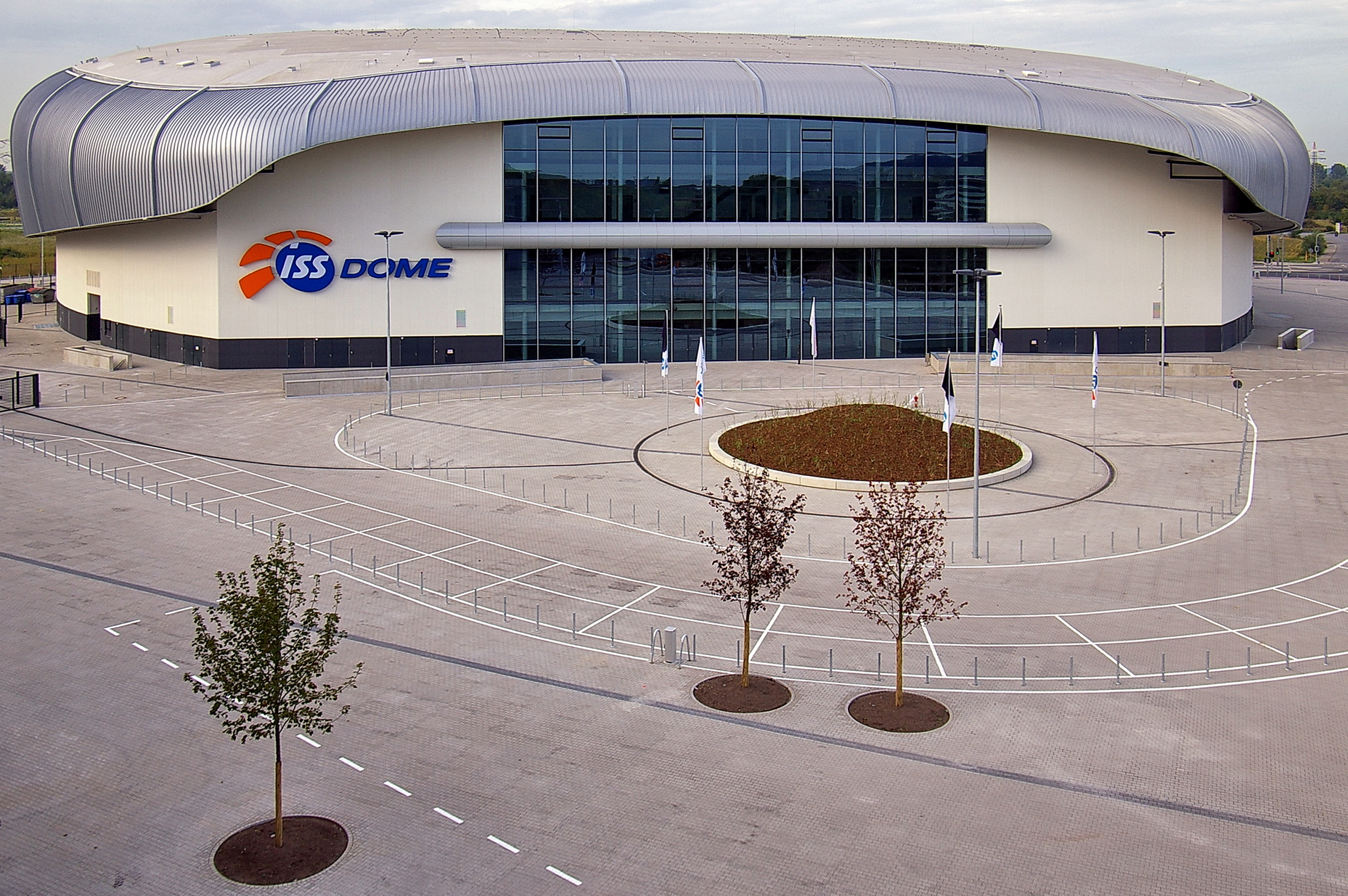
A düsseldorfi PSD Bank Dome
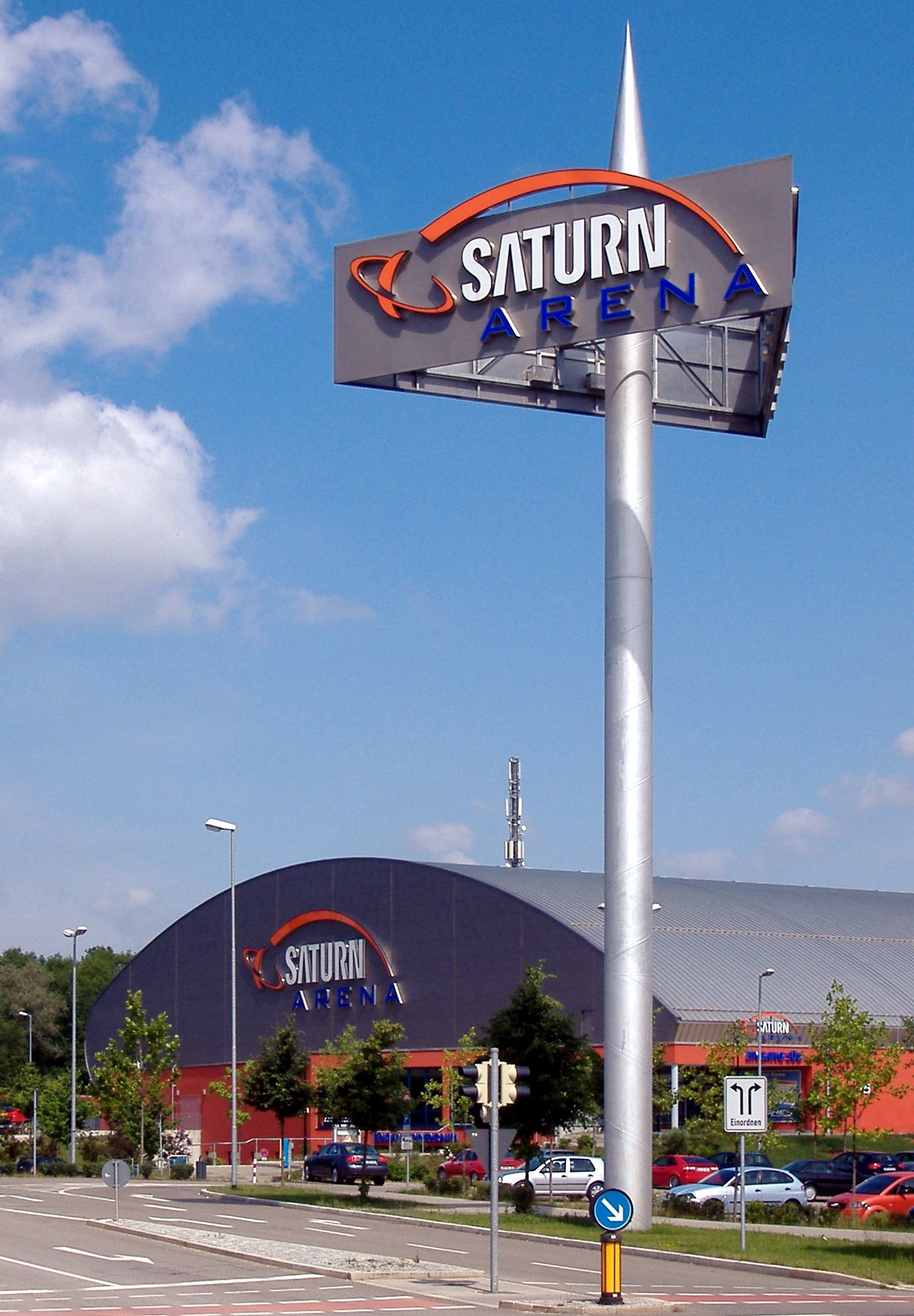
Az ingolstadti Saturn-Arena
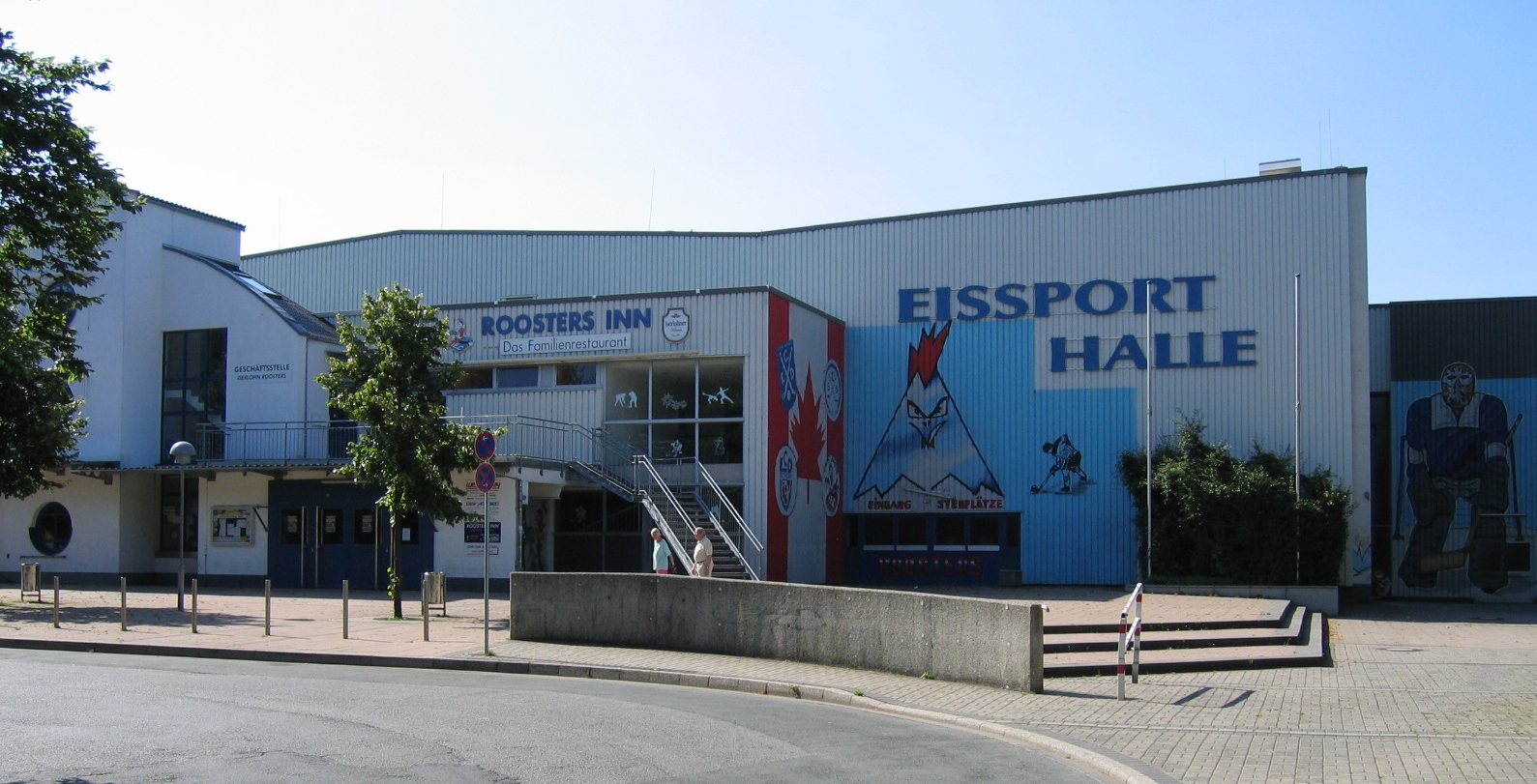
Az iserlohni Eissporthalle
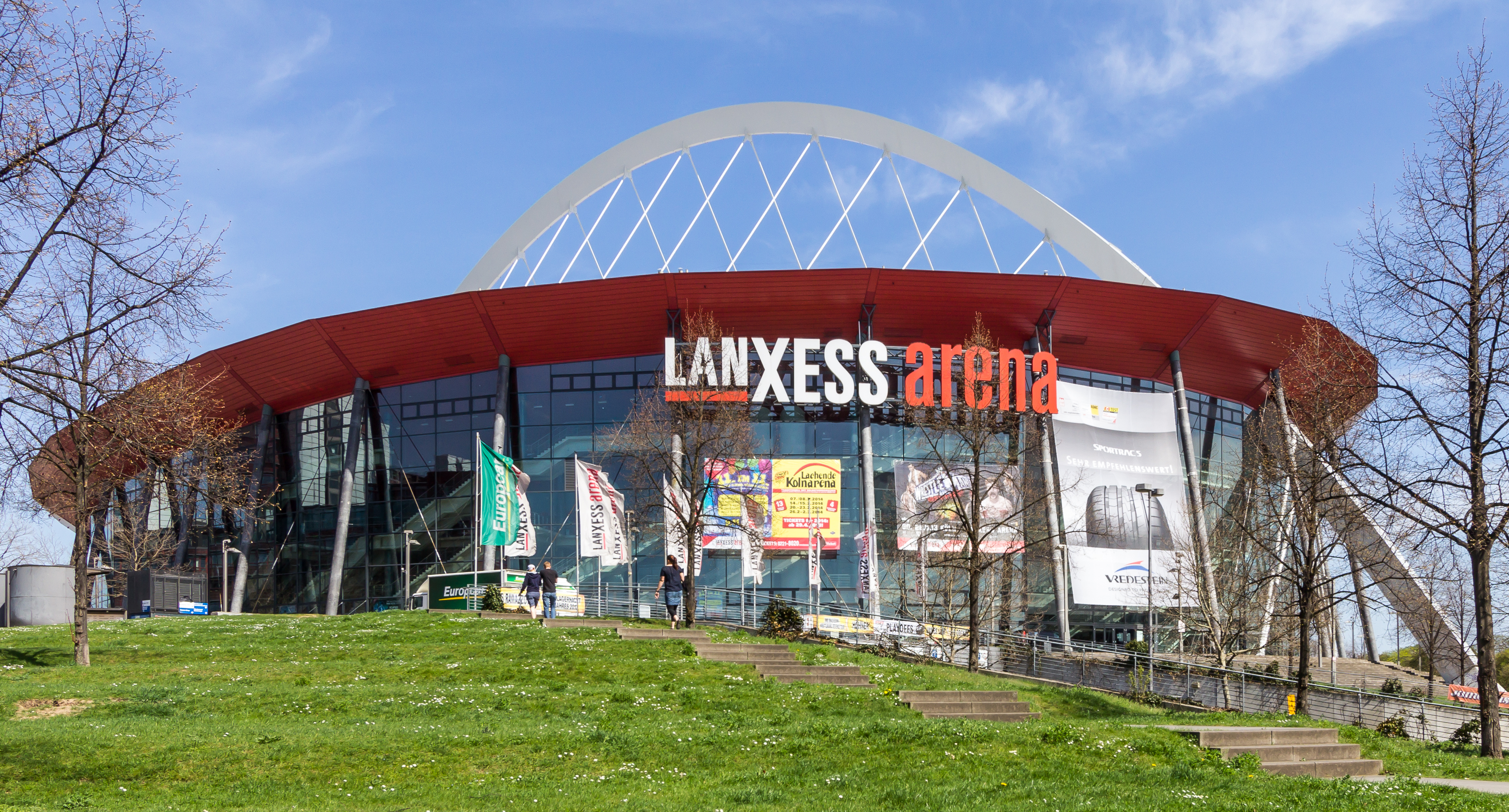
A kölni Lanxess Arena
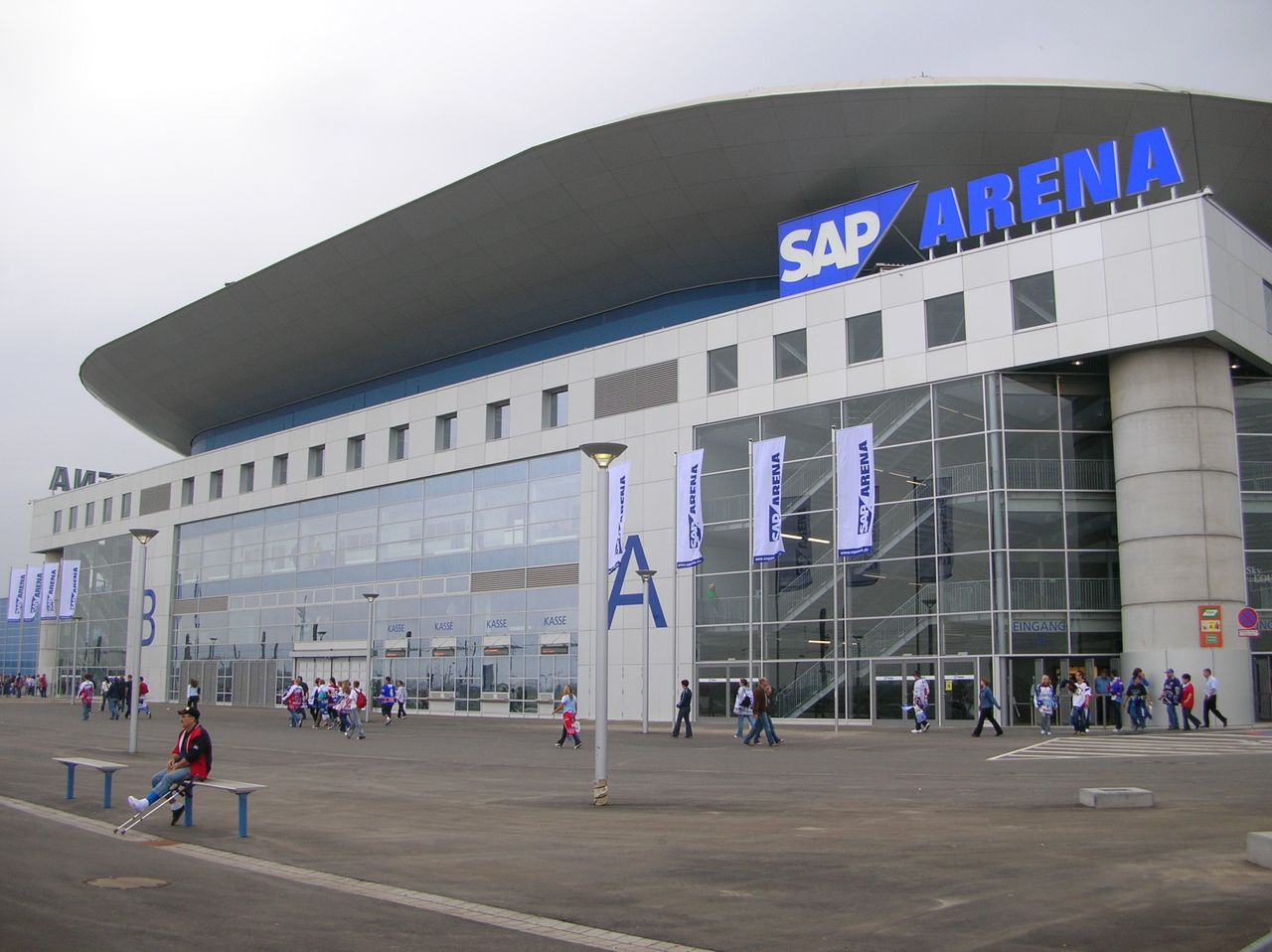
A mannheimi SAP Arena
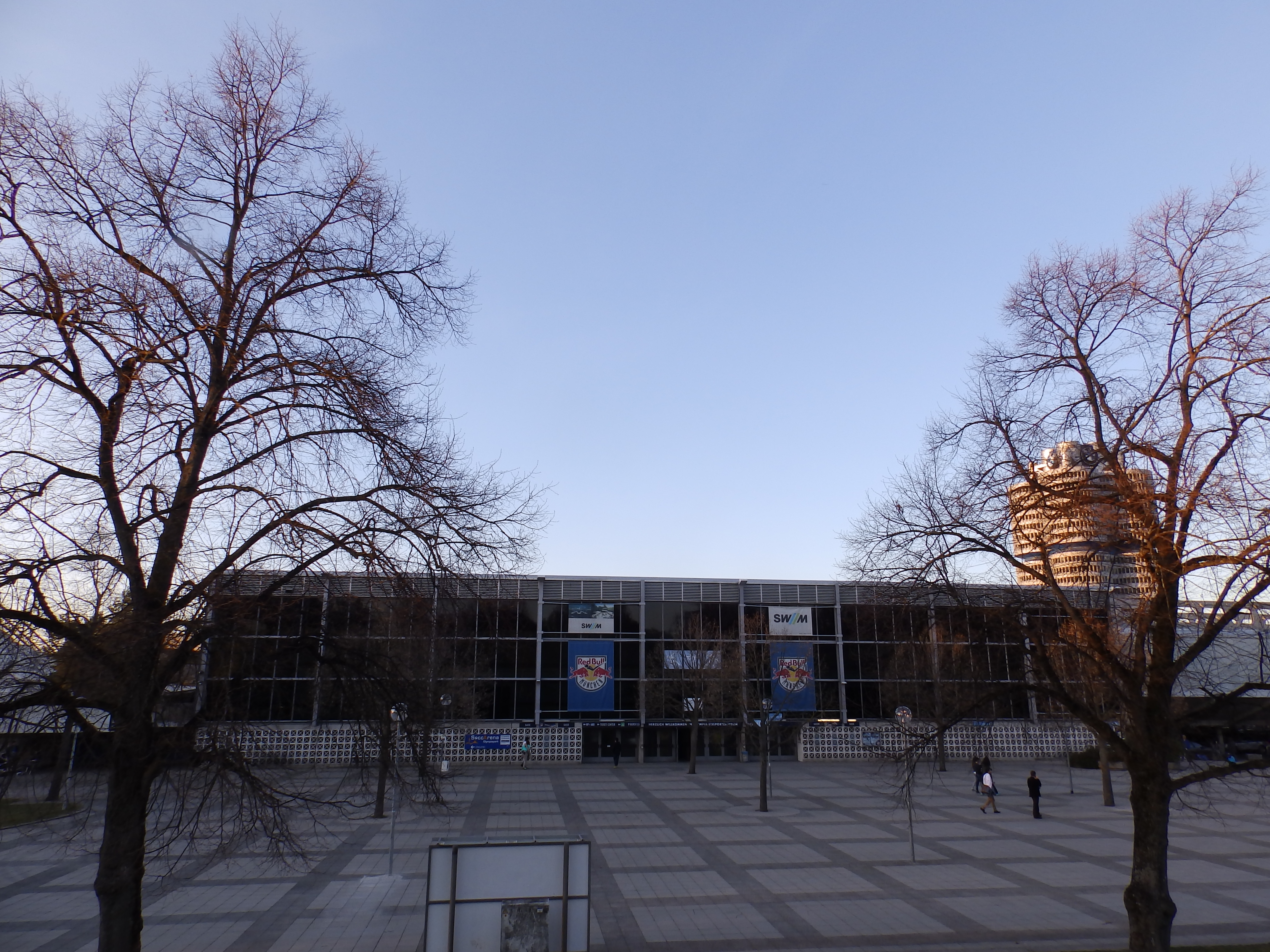
A müncheni Olympia-Eissportzentrum
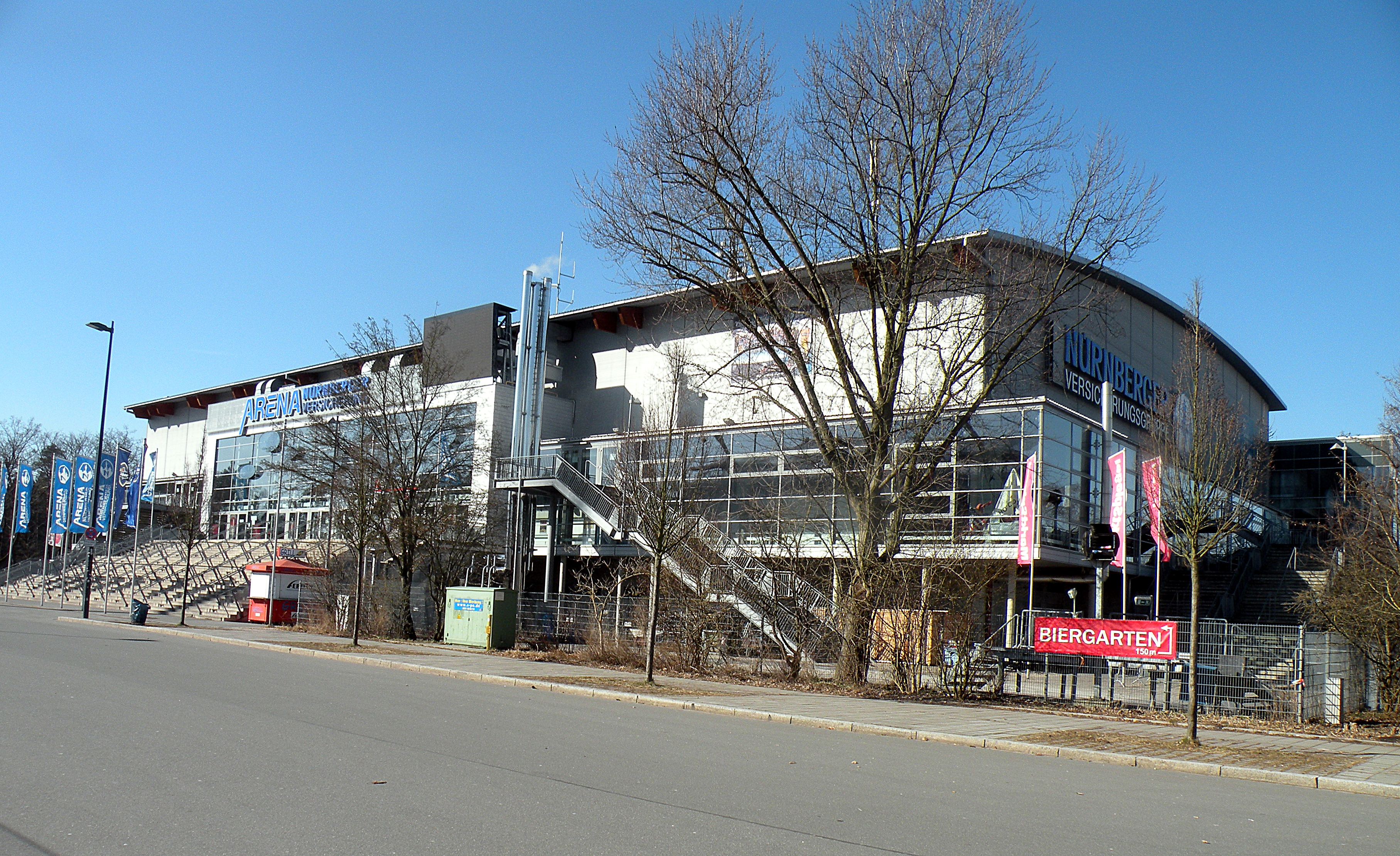
A nürnbergi Arena Nürnberger Versicherung
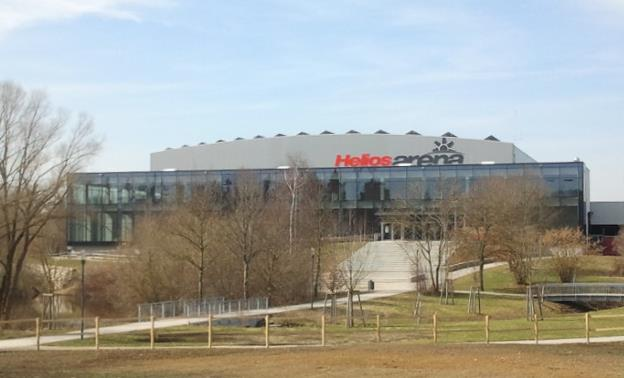
A schwenningeri Helios Arena
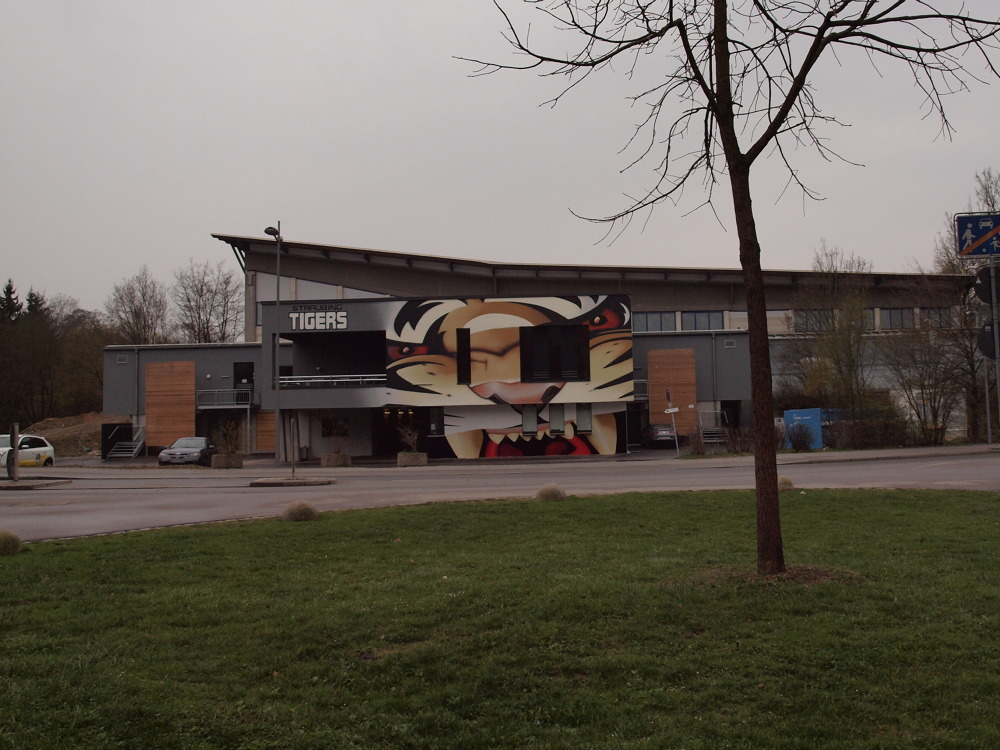
A straubingi Eisstadion am Pulberturm
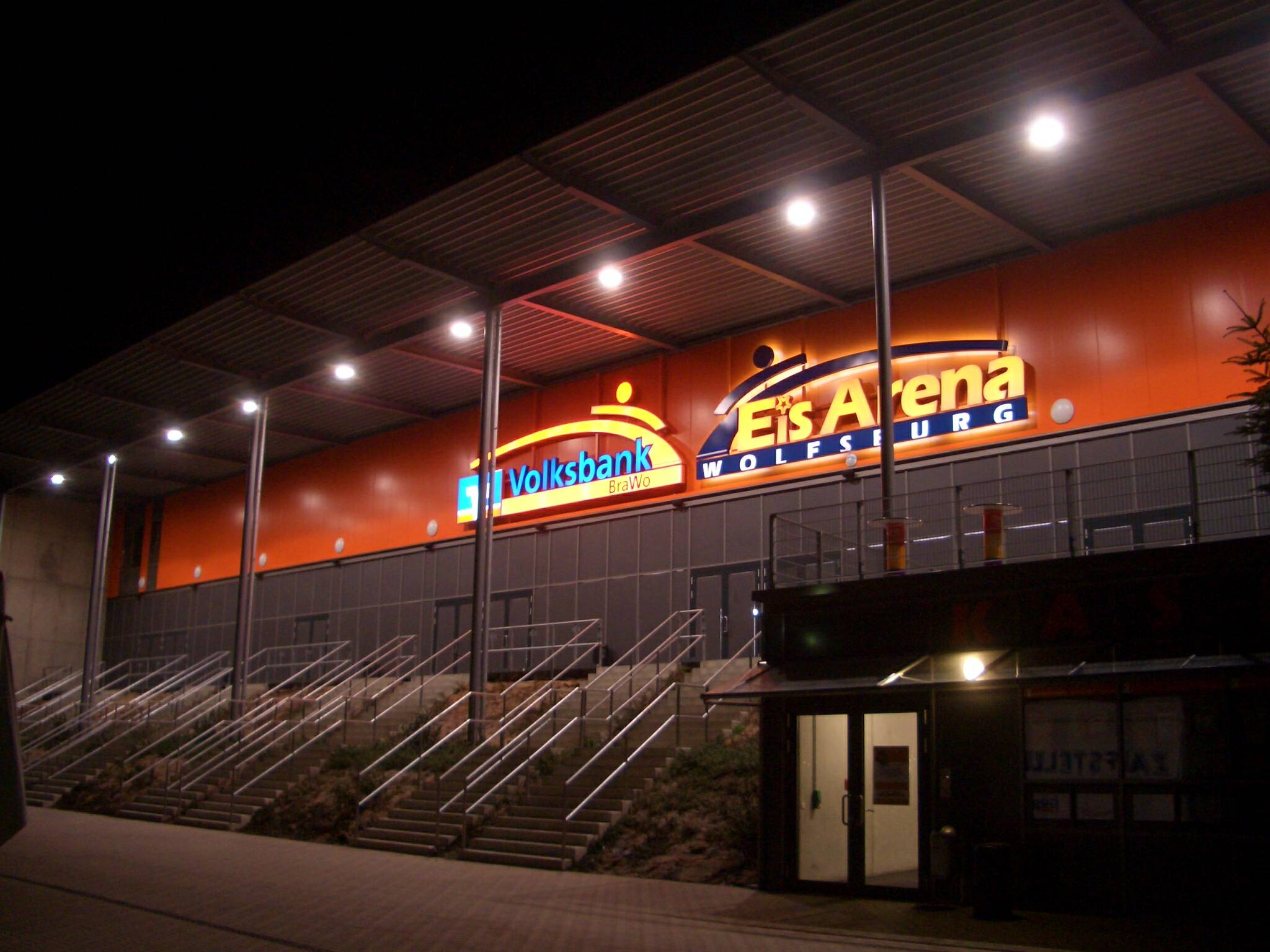
A wolfsburgi Eis Arena Wolfsburg
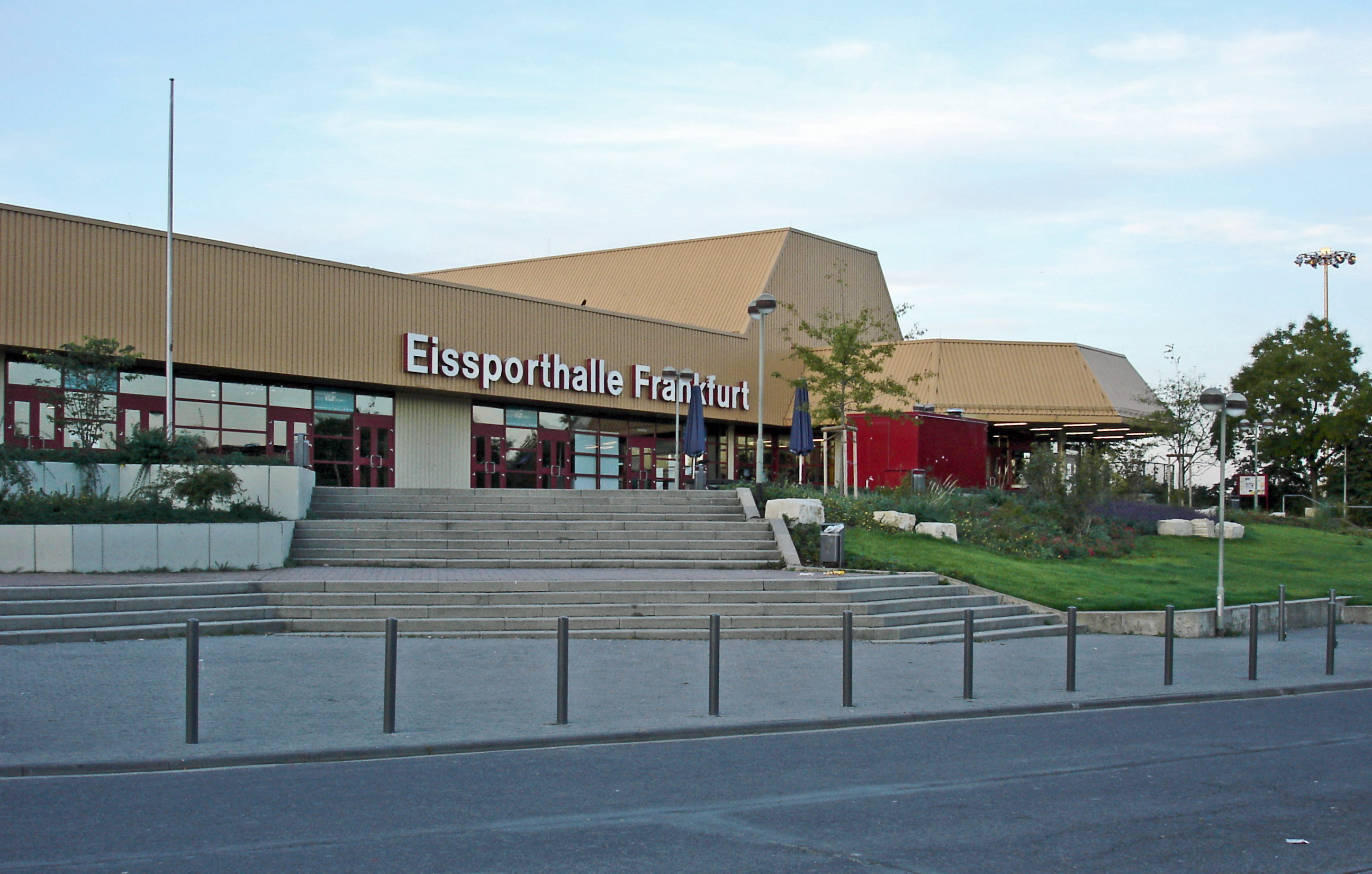
A frankfurti Eissporthalle Frankfurt

## Alapszakasz
|  | A csapat bejut a rájátszás                                     |
|  | A csapat kvalifikációs fordulót játszik a rájátszásba jutásért |
|  | A csapat nem jut be a rájátszásba                              |
|  | A csapat kiesik a másodosztályú DEL2 ligába                    |

| Poz. | Csapat                         | LM | Gy | GY.H. | V.H. | V  | G       | P   |
| ---- | ------------------------------ | -- | -- | ----- | ---- | -- | ------- | --- |
| 1.   | ERC Ingolstadt                 | 52 | 33 | 5     | 4    | 10 | 191:128 | 113 |
| 2.   | Eisbären Berlin                | 52 | 29 | 7     | 6    | 10 | 203:150 | 107 |
| 3.   | Fischtown Pinguins Bremerhaven | 52 | 26 | 4     | 8    | 14 | 162:112 | 94  |
| 4.   | Adler Mannheim                 | 52 | 26 | 4     | 5    | 17 | 160:138 | 91  |
| 5.   | EHC Red Bull München           | 52 | 25 | 4     | 5    | 18 | 157:145 | 88  |
| 6.   | Kölner Haie                    | 52 | 25 | 3     | 6    | 18 | 156:148 | 87  |
| 7.   | Straubing Tigers               | 52 | 21 | 6     | 1    | 24 | 159:158 | 76  |
| 8.   | Nürnberg Ice Tigers            | 52 | 15 | 9     | 10   | 18 | 144:162 | 73  |
| 9.   | Schwenninger Wild Wings        | 52 | 15 | 10    | 6    | 21 | 160:155 | 71  |
| 10.  | Löwen Frankfurt                | 52 | 17 | 6     | 6    | 23 | 149:170 | 69  |
| 11.  | Grizzlys Wolfsburg             | 52 | 17 | 6     | 5    | 24 | 142:165 | 68  |
| 12.  | Iserlohn Roosters              | 52 | 11 | 6     | 8    | 27 | 140:180 | 53  |
| 13.  | Augsburger Panther             | 52 | 12 | 6     | 3    | 31 | 135:185 | 51  |
| 14.  | Düsseldorfer EG                | 52 | 11 | 5     | 8    | 28 | 136:198 | 51  |